# Noel Furlong
J. J. Furlong (Dublin, 25 december 1937 – Kildare, 27 juni 2021) was een professionele pokerspeler en zakenman uit Ierland. In 1999 werd hij wereldkampioen door het Main Event van de World Series of Poker te winnen. Tien jaar eerder werd hij zesde in het Main Event. Aan die finaletafel zaten ook bekende spelers als Phil Hellmuth, Johnny Chan en Lyle Berman. Furlong won ook twee keer de Irish Poker Open, in 1987 en 1989.
Furlong overleed thuis op 83-jarige leeftijd.

## World Series of Poker bracelets
| Jaar | Toernooi                 | Prijs      |
| ---- | ------------------------ | ---------- |
| 1999 | $10.000 No Limit Hold'em | $1.000.000 |